# イーウチェンコ AI-25

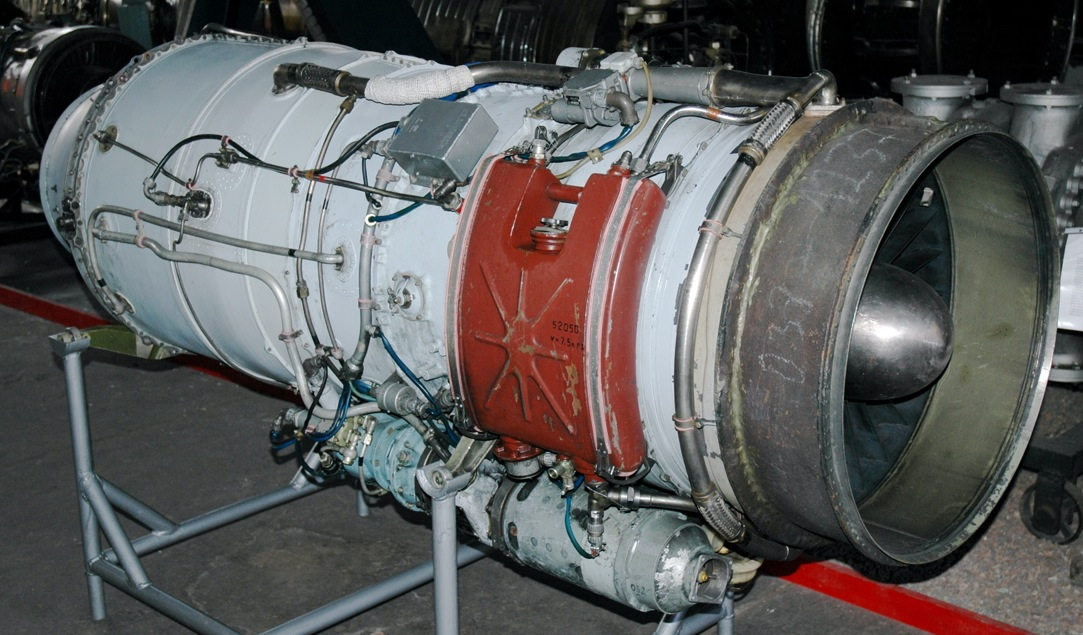
ポーランド航空博物館で展示中のAI-25

イーウチェンコ AI-25（Ivchenko AI-25）は、イーウチェンコ設計局が開発した航空機用ターボファンエンジンである。エンジンは、単純かつメンテナンスが容易なように設計され、トラブルフリーで信頼性が高く、良好な操作性を誇っている。2007年までに、AI-25は6,300基以上が生産され稼働中のエンジンの運転時間は6,000万時間以上に達した。同様に派生型であるAI-25TLについても6,000基以上が生産され、37ヵ国で運用されている。2007年の時点での総運転時間は650万時間以上である。

## 開発

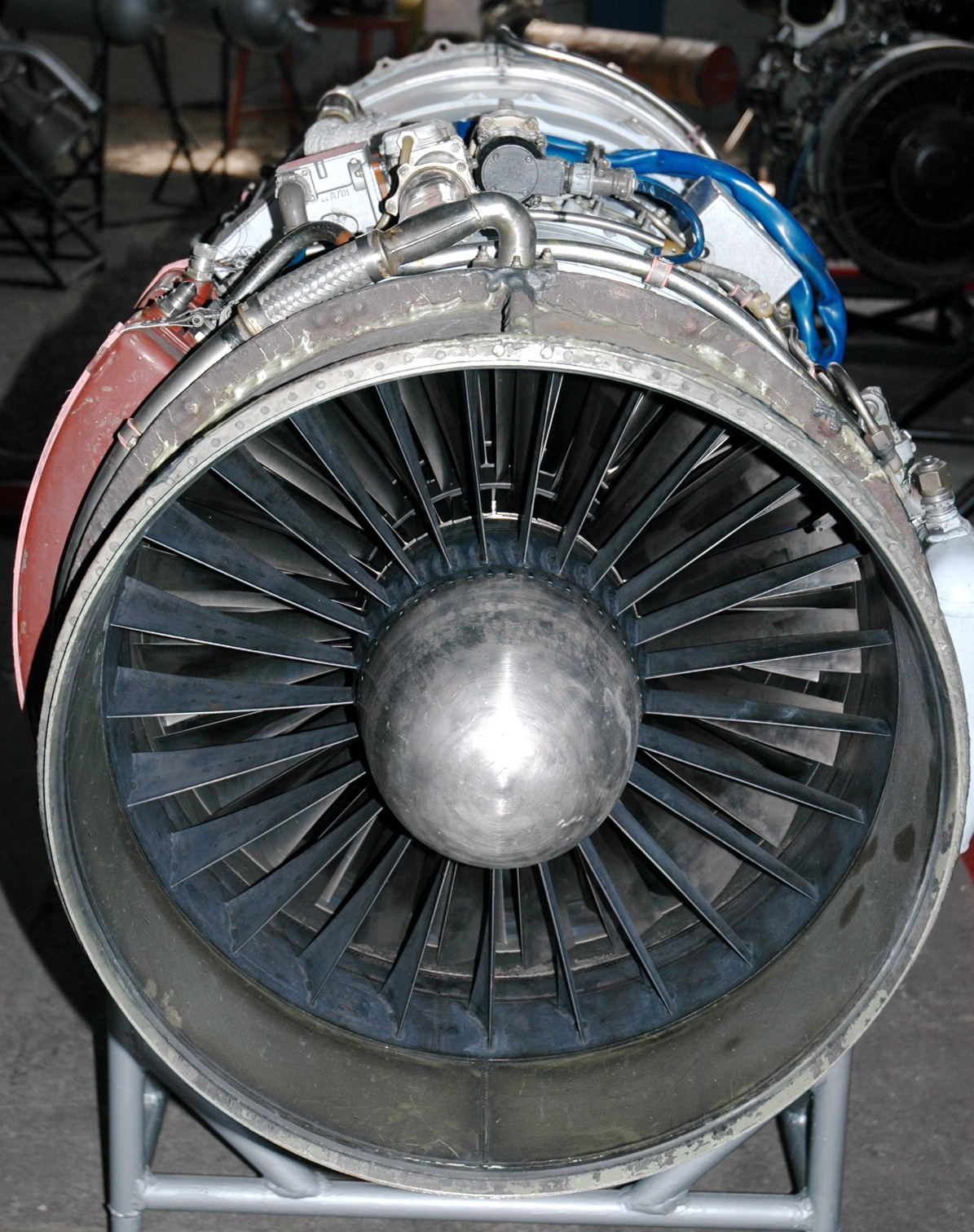
ファン

AI-25は、よく最初のリージョナルジェット機と呼ばれるYak-40 3発式ジェット旅客機に搭載するために設計された。そして、DV-2の出発点ともなった。プロジェクトは、1965年に開始され、1966年にAI-25の最初のテスト飛行が実施された。1967年9月7日には、ベンチテストが完了し、同年中にエンジンの量産が開始された。
1972年にAI-25は、世界で唯一のジェット推進の複葉機であるポーランドのM-15 ベルフェゴールの動力として選択され、AI-25シリーズ2Mのブランド名で1975年には搭載され翌年に飛行状態試験に合格した。1977年の第2四半期には、単一のエンジンプロファイルを持ったAI-25 シリーズ2Eの導入が開始された。
その後もAI-25の開発は続けられ、チェコスロバキアのL-39 アルバトロス軍用練習機で使用するためにアップグレードされたAI-25TLが設計され、1971年に最初のエンジンが製造、1972年にL-39による飛行試験を開始した。1973年6月12日にはベンチテストを完了、年末に量産を開始した。
AI-25TLを小型化したAI-25TLKはK-8の中国向けであるJL-8練習機が装備している。1997年には、エンジンは南昌飛機製造公司において飛行試験が実施され、1998年以降供給されている。また、AI-25TLKは国防科学工業委員会によって1998年までの国産化が決定され、1992年8月から南方航空動力公司によってリバースエンジニアリング作業が開始された。1995年にエンジンの作動試験が開始され、2001年10月には初度生産が開始され、渦扇11（WS-11）の名称が与えられた。このエンジンを搭載したJL-8はL-11と呼ばれる。
AI-25の別の派生型は、1990年のAI-25TLShである。AI-25TLShは2001年にウクライナ国防省によって飛行試験を受け、飛行状態のテストに合格した。試験では上昇率、操縦性、加速などの特性の改善が確認された。イーウチェンコでは既存のL-39とJL-8運用国へのアップグレード用としてAI-25TLShを販売している。これは航空機の耐用年数を延長し、性能を向上させることが予想される。最新型はMiG-AT向けに設計されたAI-25TL シリーズ2である。

## 派生型

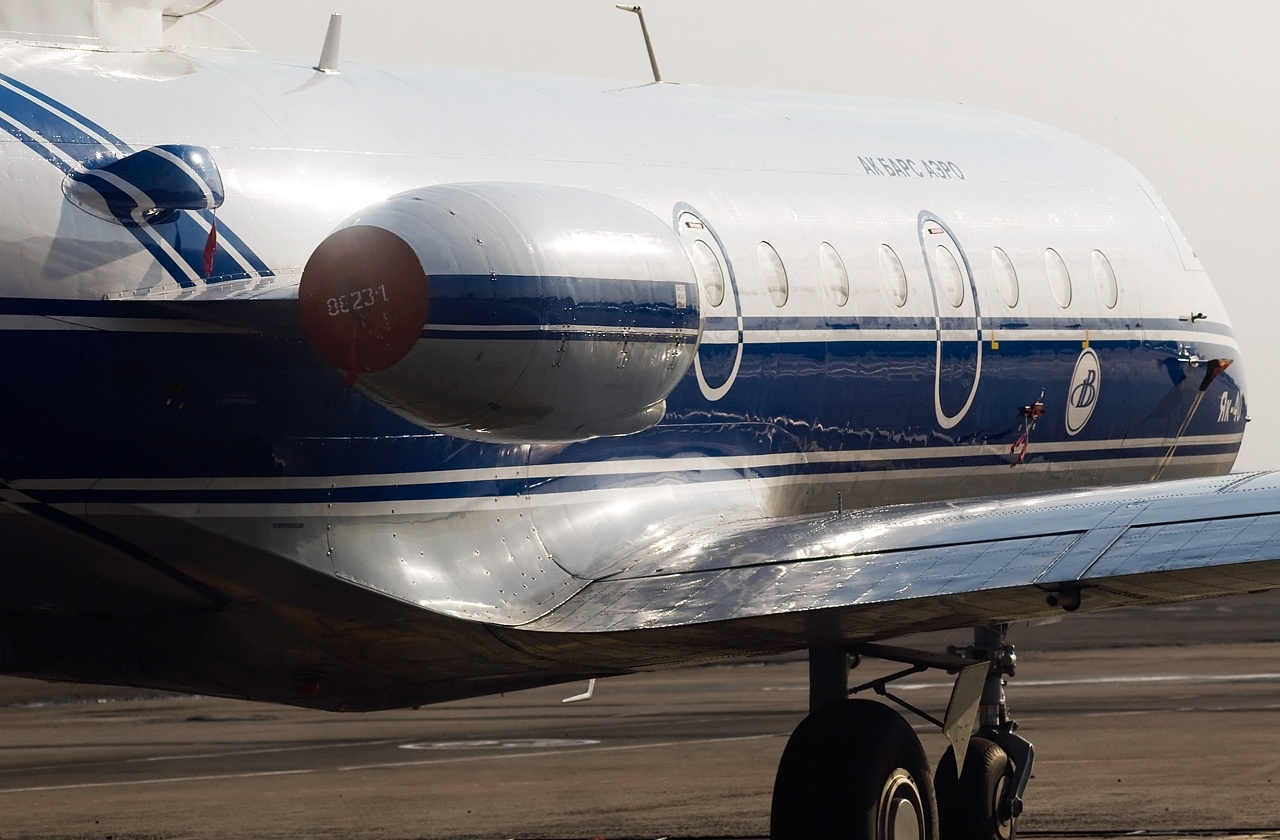
Yak-40に搭載されたAI-25

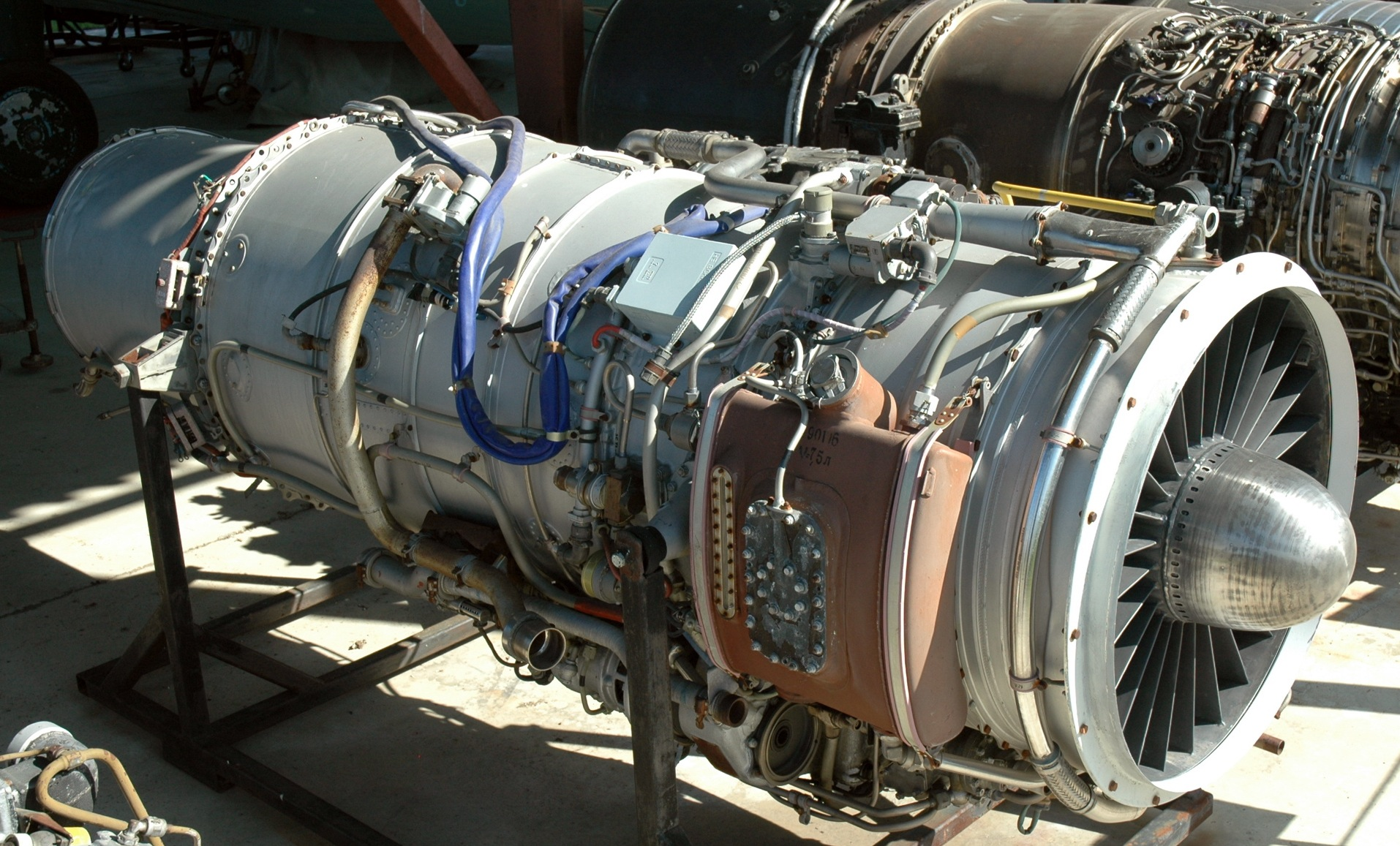
AI-25TL

AI-25
基本型。Yak-40が搭載。推力14.7 kN (3,300 lbf) 。
AI-25 シリーズ2M
M-15が搭載。
AI-25 シリーズ2E
単一のエンジンプロファイルを持った改良型。
AI-25T
Su-25の初期コンセプト案の段階で搭載を予定していた型式。後にSu-25のエンジンはより強力なミクーリン RD-9に変わり最終的にソユーズ R-95Shとなったため計画のみで終わった。推力17.2kN （3,865 lbf）。
AI-25TL
L-39向け。高圧タービンの動翼への冷却機構、武器発射時のモーターの動的安定性を保証するための高圧圧縮機の圧縮段が追加され、背面飛行時のベアリング動作のためオイルシステムが再設計された。推力16.87 kN (3,792 lbf)。SR-10にも搭載される。
AI-25TLK
JL-8向け。AI-25TLを小型化したもの。
渦扇11（WS-11）
中国によるデッドコピー型。L-11に搭載。
AI-25TLSh
吸気容量の改善で推力を増加させた改良型。搭載によりL-39の寿命を10-15年間延長できる。L-39Cをウクライナで近代化したL-39M1に搭載される。顧客の求めに応じてFADECの装備も可能である。
AI-25TL シリーズ2
MiG-AT向け。外側と内側で独立したノズルを備え、背面飛行用の防氷システムと潤滑システム、ドライブボックスが改善された。また、始動用の電動スターターが内蔵された。

## 仕様 (AI-25TL)
一般的特性
- 形式: ターボファン
- 全長: 335cm
- 直径: 99cm
- 乾燥重量: 359kg

構成要素
- 圧縮機: ファン3枚 10段軸流圧縮機（低圧1段・高圧9段）
- 燃焼器: アミュラー型
- タービン: 1段低圧・2段高圧

性能
- 推力: 3,800lbf（16.9kN）
- 全圧縮比（英語版）: 9.5:1
- 燃料消費率: 1.28lb/lbf-hr
- 推力重量比: 4.9:1

出典: 